# Кривоозерська сільська рада
Кривоозе́рська сільська́ ра́да — колишній орган місцевого самоврядування у Кривоозерському районі Миколаївської області. Адміністративний центр — село Криве Озеро Друге.

## Загальні відомості
- Населення ради: 3 022 особи (станом на 2001 рік)

## Населені пункти
Сільській раді були підпорядковані населені пункти:
- с. Криве Озеро Друге
- с-ще Червоний Орач

## Склад ради
Рада складалася з 20 депутатів та голови.
- Голова ради: Сінчук Юрій Васильович
- Секретар ради: Ревво Лариса Миколаївна

### Керівний склад попередніх скликань
| Прізвище, ім'я, по батькові | Основні відомості                                                               | Дата обрання | Дата звільнення |
| --------------------------- | ------------------------------------------------------------------------------- | ------------ | --------------- |
| Сінчук Юрій Васильович      | Сільський голова, 1967 року народження, освіта середня спеціальна, безпартійний | 26.03.2006   | 31.10.2010      |
| Сінчук Юрій Васильович      | Сільський голова, 1967 року народження, освіта середня спеціальна               | 31.10.2010   |                 |

Примітка: таблиця складена за даними сайту Верховної Ради України